# Cesare Pavese

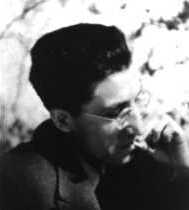
Cesare Pavese

Cesare Pavese (Santo Stefano Belbo, 9 september 1908 – Turijn, 27 augustus 1950) was een Italiaans schrijver en dichter.

## Levensloop
Pavese studeerde literatuurgeschiedenis in Turijn en promoveerde in 1930 op de Amerikaanse dichter Walt Whitman. Hij vertaalde Moby Dick van Herman Melville en werk van John Dos Passos, William Faulkner, Sherwood Anderson, Sinclair Lewis, Daniel Defoe, James Joyce en Charles Dickens in het Italiaans. Vanaf 1930 schreef Pavese bijdragen over Amerikaanse literatuur in het tijdschrift La Cultura.
Tussen 1928 en 1935 schreef Pavese gedichten, die hij 1936 publiceerde onder de titel Lavorare stanca. Schrijver Cesare Pavese was lid van de ondergrondse beweging Giustizia e Libertà. In 1935 werd hij wegens zijn antifascistische houding, die overigens primair werd bepaald door esthetische motieven, gevangengenomen en acht maanden verbannen naar Brancaleone in Calabrië. In deze tijd begon hij zijn literair-existentialistische dagboek Il mestiere di vivere (Leven als ambacht), dat hij tot zijn dood zou bijhouden. Vanaf 1938 werkte hij bij de Turijnse uitgeverij Einaudi.
Tijdens de Tweede Wereldoorlog trok Pavese zich met de schoonfamilie van zijn zuster terug op het Italiaanse platteland. Hij sloot vriendschap met de jonge schrijver Italo Calvino, en was de eerste die diens werk las. Later zou Calvino hem "mijn ideale lezer" noemen. Na de oorlog verbleef Pavese in Serralunga di Cera, Rome, Milaan en vervolgens in Turijn. In 1945 sloot hij zich aan bij de Italiaanse Communistische Partij (PCI). In 1950 won Pavese de prestigieuze Premio Strega literatuurprijs, voor La bella estate. Pavese pleegde op 41-jarige leeftijd zelfmoord door inname van een overdosis barbituraten in een hotelkamer in Turijn, waarschijnlijk wegens een ongelukkige liefde en toenemende desillusies over politiek.

### Poëzie
- Werken is vermoeiend (1984, vertaling Frans Denissen en Leonard Nolens; bevat een selectie vertaalde gedichten uit de bundel 'Lavorare stanca', 1936)

### Romans en novellen
- Jouw land (vertaling Frida Vogels)
- Ballingen (vertaling Frida Vogels)
- Het strand (vertaling Anthonie Kee)
- De kameraad (vertaling Anton Haakman)
- De gevangenis (vertaling Anton Haakman)
- Het huis op de heuvel (vertaling Martine Vosmaer)
- De mooie zomer (vertaling Martine Vosmaer)
- De duivel op de heuvels (vertaling Martine Vosmaer)
- Vriendinnen (vertaling Anton Haakman)
- De maan en het vuur (La luna e il falò, 1950; vertaling Max Nord, 1984)
- Het grote vuur (samen met Bianca Garufi) (vertaling Luc de Rooy & Evalien Rauws)
- Gesprekken met Leuco (vertaling: C. van Gruting-Venlet & E. Tavanti-van Gruting van Dialoghi con Leukò)